# Церетелі Нестор Дмитрович
Нестор (Микола) Дмитрович Церетелі (груз. ნესტორ დიმიტრის ძე წერეთელი; (1829 , Кутаїська губернія, Кавказьке намісництво  — 10 (22) листопада 1883 , Сачхере, Імереті )) — військовослужбовець Російської імператорської армії, генерал-лейтенант (1883), Кутаїський губернський предводитель дворянства (1861—1867 і 1878—1883).

## Біографія
Народився у 1829 році, виховувався у будинку батьків у Кутаїській губернії.
Вступив на службу 22 травня 1850 року. 20 жовтня 1853 року призначений старшим чиновником особливих доручень при Кутаїському військовому губернаторові генерал-майора Івана Костянтиновича Багратіон-Мухранському.
У ході Кримської війни, в 1854 році брав участь у битві проти турків при річці Чолоці. 5 травня 1855 року призначений начальником кінної дружини. 25 серпня 1856 року, за розпорядженням керівництва, перебуваючи в імператора, перейменований на корнета Козачого лейб-гвардії полку. З 28 вересня 1858 року призначений і перебував при Кавказькій армії.
3 травня 1861 року на вибір дворянства затверджений кутаїським губернським предводителем дворянства. 30 вересня 1864 року затверджений на друге триріччя (30 травня 1867 звільнений з посади).
10 лютого 1868 року, за рішенням Кавказького намісника великого князя Михайла Миколайовича був призначений членом-діловиробником Кутаїського губернського у селянських справах присутності.
За наказом головнокомандувача Кавказької армії великого князя Михайла Миколайовича перебував у розпорядженні начальника Ріонського загону до закінчення російсько-турецької війни (1877—1878). 20 червня 1879 знову обраний кутаїським губернським предводителем дворянства, а 8 червня 1882 року був обраний на друге триріччя.
Помер 10 (22) листопада 1883 року в Сачхері та 14 (26) листопада 1883 року був похований в монастирі Джручі.

## Нагороди

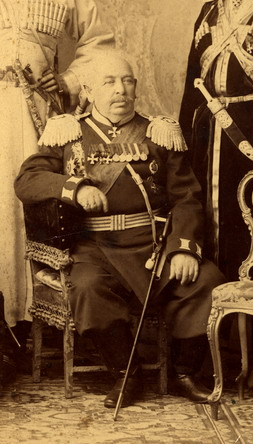

- Найвища милість (1854, «За відзначення у битві проти турків при річці Чолоці»)
- Темно-бронзова медаль «У пам'ять війни 1853—1856» (1856)
- Золота медаль «За роботу у справі визволення селян із кріпацтва» (1861)
- Срібна медаль «За підкорення Західного Кавказу» (1864)
- Хрест «За службу на Кавказі» (1864)
- Орден Святої Анни II ступеня з імператорською короною (19.04.1864, «за відзначення по службі»)
- Орден Святого Володимира III ступеня («за особливу працю зі складання припущень про влаштування побуту поміщицьких селян Кутаїської губернії»)
- Відзнака «На згадку про успішне введення в дію положення про селян, що вийшли з кріпацтва» (25.04.1868)
- Орден Святого Станіслава І ступеня (28.09.1871)
- Орден Святого Володимира II ступеня (1874) мечі до ордену (1878)
- Орден Святої Анни І ступеня (30.08.1875)

## Чини та світські звання
- прапорщик (10.10.1853, «за відзначення у боротьбі проти лезгин»)
- корнет (25.08.1856)
- поручик (14.04.1859, «за відзначення у службі»)
- штабс-ротмістр (23.04.1861)
- ротмістр («за відзначення у службі»)
- флігель-ад'ютант (12.07.1864, «за відзначення у службі»)
- полковник (4.04.1865, «за відзначення у службі»)
- генерал-майор (30.08.1869, "з залишенням на посаді при Кавказькій армії та призначенням у Свиту Його Величності ")
- генерал-лейтенант (15.05.1883[2])

## Родина
- Дружина — Пелагія (1823 — ?), дочка правителя Гурії Кайхосро IV Гурієлі та онука Георгія V Гурієлі .
  - Дочка — Імеді (Надія) (1845) — 1915), з 30 квітня 1861 одружена з військовим інженером Миколою Зубовим .